# فوكس سبورتس (قناة تلفزيونية)
فوكس سبورتس (بالإنجليزية: Fox Sports)‏ هو الاسم التجاري لعدد من القنوات الرياضية وأقسام البث والبرامج وغيرها من وسائل الإعلام في جميع أنحاء العالم. نشأ الاسم من شركة فوكس للبث في الولايات المتحدة، والتي استمدت اسمها بدورها من شبكة فوكس التلفزيونية (التي اندمجت مع شركة توينتيث سينشوري ستوديوز لتشكيل شركة توينتيث سينتشري فوكس في عام 1935)، والتي سميت على اسم المؤسس ويليام فوكس.